# Рибосомний білок L19
Рибосомний білок L19 (англ. Ribosomal protein) – білок, який кодується геном RPL19, розташованим у людей на короткому плечі 17-ї хромосоми.  Довжина поліпептидного ланцюга білка становить 196 амінокислот, а молекулярна маса — 23 466.
| 10         |  | 20         |  | 30         |  | 40         |  | 50         |
| ---------- |  | ---------- |  | ---------- |  | ---------- |  | ---------- |
| MSMLRLQKRL |  | ASSVLRCGKK |  | KVWLDPNETN |  | EIANANSRQQ |  | IRKLIKDGLI |
| IRKPVTVHSR |  | ARCRKNTLAR |  | RKGRHMGIGK |  | RKGTANARMP |  | EKVTWMRRMR |
| ILRRLLRRYR |  | ESKKIDRHMY |  | HSLYLKVKGN |  | VFKNKRILME |  | HIHKLKADKA |
| RKKLLADQAE |  | ARRSKTKEAR |  | KRREERLQAK |  | KEEIIKTLSK |  | EEETKK     |

A: Аланін

C: Цистеїн

D: Аспарагінова кислота

E: Глутамінова кислота

F: Фенілаланін

G: Гліцин

H: Гістидин

I: Ізолейцин

K: Лізин

L: Лейцин

M: Метіонін

N: Аспарагін

P: Пролін

Q: Глутамін

R: Аргінін

S: Серин

T: Треонін

V: Валін

W: Триптофан

Цей білок за функціями належить до рибонуклеопротеїнів, рибосомних білків. 